# Krzysztof Urban
Krzysztof Urban (ur. 1960 w Pruszkowie) – polski dziennikarz i publicysta, w latach 2007–2011 redaktor naczelny Jednoty.

## Życiorys
Urodził się i mieszka w Pruszkowie. Jest wieloletnim członkiem redakcji magazynu społeczno-religijnego Jednota, którym kierował w latach 2007–2011. Jest też autorem książki „Dożywotka” (Wydawnictwo Internetowe E-bookowo, Będzin, 2009; ISBN 978-83-61184-31-7). 
Był sekretarzem Synodu Kościoła Ewangelicko-Reformowanego w RP w kadencji 2021–2025. 16 listopada 2024 został wybrany na prezesa Synodu Kościoła.